# Józefów (powiat włodawski)
Józefów – wieś w Polsce, położona w województwie lubelskim, w powiecie włodawskim, w gminie Wola Uhruska.
| SIMC    | Nazwa       | Rodzaj    |
| ------- | ----------- | --------- |
| 0110409 | Huta        | część wsi |
| 0993685 | Pięciowłóki | część wsi |

W latach 1975–1998 wierś należała administracyjnie do województwa chełmskiego.
Wieś jest sołectwem w gminie Wola Uhruska. Według Narodowego Spisu Powszechnego z roku 2011 wieś liczyła 36 mieszkańców
Wierni Kościoła rzymskokatolickiego należą do parafii Ducha Świętego w Woli Uhruskiej.